# Liste der Baudenkmale in Passow (Mecklenburg)
In der Liste der Baudenkmale in Passow sind alle Baudenkmale der Gemeinde Passow (Landkreis Ludwigslust-Parchim) und ihrer Ortsteile aufgelistet (Stand: Januar 2021).

## Passow
| ID | Lage                                 | Bezeichnung                         | Beschreibung | Bild                                |
| -- | ------------------------------------ | ----------------------------------- | --- | ----------------------------------- |
|    | (Karte)                              | Kirche                              | Die neugotische Feldsteinkirche mit Turmaufsatz und östlichen und westlichen Blendgiebeln aus Backstein wurde 1868 von Theodor Krüger errichtet. Im Inneren ein Altarbild Christus am Kreuz, 1868 von W. Philippi.              | Kirche                              |
|    | Am Schloss 66 (Karte)                | Gutshaus mit Park                   | Der zweigeschossige klassizistische Putzbau mit flachem Walmdach wurde 1830 für Hortarius von Behr-Negendank über einem vermutlich barocken Gewölbekeller errichtet. Der ausgedehnte Landschaftspark ist aus der gleichen Zeit. | Gutshaus mit Park                   |
|    | Am Schloss 67 (Karte)                | ehemaliges Bedienstetenhaus         | | ehemaliges Bedienstetenhaus         |
|    | Lübzer Straße (Ortsmitte)            | Wegweiser                           | | Wegweiser                           |
|    | Lübzer Straße                        | Gedenkstein für die Kollektivierung | | Gedenkstein für die Kollektivierung |
|    | Lübzer Straße 25 (Karte)             | Schule (alte)                       | | Schule (alte)                       |
|    | Lübzer Straße (vor dem Bahnübergang) | Meilenstein                         | |                                     |

## Brüz
| ID | Lage                | Bezeichnung                                | Beschreibung | Bild                                       |
| -- | ------------------- | ------------------------------------------ | --- | ------------------------------------------ |
|    | (Karte)             | Kirche mit Feldsteinmauer und Leichenhalle | Die einschiffige Feldsteinkirche mit Satteldach wurde 1295 erstmals erwähnt. Der Anbau des Chors mit seiner markanten Giebelgestaltung aus Backstein ist eine spätere Zutat. Das Glockengeschoss auf dem querrechteckigen Feldsteinturm wurde nach 1770 errichtet. | Kirche mit Feldsteinmauer und Leichenhalle |
|    | Friedhof (Karte)    | Grabstelle der Familie von Passow          | |                                            |
|    | Friedhof            | Kriegerdenkmal                             | Auf der Tafel des Kriegerdenkmals 1914/18 befinden sich die Namen der 23 gefallenen Bürger aus Diestelow, Grabow, Neu Brüz, Neuhof und Sehlstorf. | Kriegerdenkmal                             |
|    | Lindenweg 4 (Karte) | ehemaliges Predigerwitwenhaus              | eingeschossiges Fachwerkgebäude mit Krüppelwalmdach. |                                            |
|    | Lindenweg 6 (Karte) | Pfarrhaus                                  | |                                            |

## Weisin
| ID | Lage               | Bezeichnung       | Beschreibung                                                                  | Bild   |
| -- | ------------------ | ----------------- | ----------------------------------------------------------------------------- | ------ |
|    | (Karte)            | Kirche            | Flacher rechteckiger Fachwerkbau mit Satteldach und Dachreiter am Westgiebel. | Kirche |
|    | Parkweg 41 (Karte) | Gutshaus mit Park | Das heutige Gutshaus soll 1689 errichtet worden sein.                         |        |

## Welzin
| ID | Lage                    | Bezeichnung         | Beschreibung                                                                                 | Bild |
| -- | ----------------------- | ------------------- | -------------------------------------------------------------------------------------------- | ---- |
|    | An der Eiche 13 (Karte) | Gutshaus            | Eingeschossiges Fachwerkgebäude mit zweistöckigen Mittelrisalit, Vorbau und Krüppelwalmdach. |      |
|    | An der Eiche 16 (Karte) | ehemaliger Speicher | leerstehend                                                                                  |      |